# Dolichopeza (Nesopeza) subcuneata
Dolichopeza (Nesopeza) subcuneata is een tweevleugelige uit de familie langpootmuggen (Tipulidae). De soort komt voor in het Oriëntaals gebied.